# Obo
Obo is een stad in het zuidoosten van de Centraal-Afrikaanse Republiek, en tevens de hoofdstad van het prefectuur Haut-Mbomou. Het heeft 2 vliegvelden: Luchthaven M'boki en Poste Airport.